# Guavatá (kommun)
Guavatá är en kommun i Colombia.   Den ligger i departementet Santander, i den centrala delen av landet, 150 km norr om huvudstaden Bogotá. Antalet invånare är 4 402.